# Стрельцы (муниципальное образование город Новомосковск)
Стрельцы — село в Тульской области России.
В рамках административно-территориального устройства входит в состав Краснобогатырского сельского округа Новомосковского района, в рамках организации местного самоуправления включается в муниципальное образование город Новомосковск со статусом городского округа.

## География
Расположено на реке Проня (южнее вливающейся в Пронское водохранилище), в 30 к северо-востоку от райцентра, города Новомосковска. 
Западнее, на противоположном берегу Прони, находится село Гремячее.

## Население
| 2002 | 2010 |
| ---- | ---- |
| 134  | ↘127 |